# Hypatium resplendens
Hypatium resplendens là một loài bọ cánh cứng trong họ Cerambycidae.